# Nempont-Saint-Firmin
Nempont-Saint-Firmin est une commune française située dans le département du Pas-de-Calais en région Hauts-de-France. Ses habitants sont appelés les Nempontois. La commune fait partie de la communauté d'agglomération des Deux Baies en Montreuillois.

## Géographie

### Localisation
Localisée dans le sud-ouest du département du Pas-de-Calais et limitrophe du département de la Somme, Nempont-Saint-Firmin est une commune rurale de la rive droite de l'Authie et située, à vol d'oiseau, à 11 km au sud-est de la commune de Berck (aire d'attraction) et à 14 km au sud-sud-ouest de la commune de Montreuil-sur-Mer (chef-lieu d'arrondissement).
Le territoire de la commune est limitrophe de ceux de quatre communes, dont une, Nampont, dans le département de la Somme.
Les communes limitrophes sont  Lépine, Nampont, Roussent et Tigny-Noyelle.

### Géologie et relief
La superficie de la commune est de 4,48 km2 ; son altitude varie de 2  à   53 m.

### Hydrographie
Le territoire de la commune est situé dans le bassin Artois-Picardie.
La commune est traversée, au sud, par l'Authie, cours d'eau naturel de 108,18 km, qui prend sa source dans la commune de Coigneux, située dans le département de la Somme, et qui se jette dans la Manche entre les communes de Berck et de Fort-Mahon-Plage.

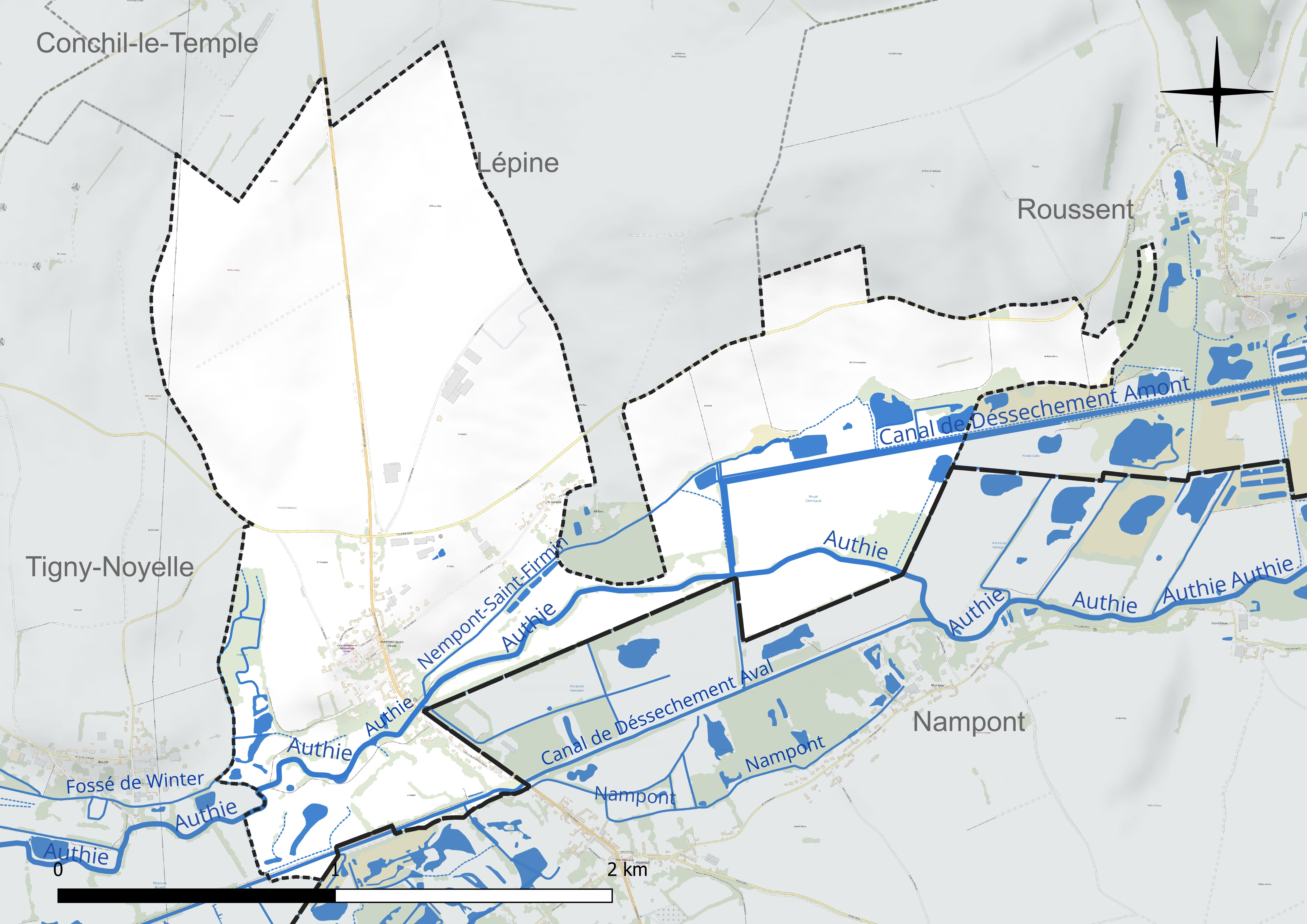
Réseau hydrographique de Nempont-Saint-Firmin.

### Climat
Pour des articles plus généraux, voir Climat des Hauts-de-France et Climat du Nord-Pas-de-Calais.
En 2010, le climat de la commune est de type climat océanique franc, selon une étude du CNRS s'appuyant sur une série de données couvrant la période 1971-2000. En 2020, Météo-France publie une typologie des climats de la France métropolitaine dans laquelle la commune est exposée à un climat océanique et est dans la région climatique Côtes de la Manche orientale, caractérisée par un faible ensoleillement (1 550 h/an) ; forte humidité de l’air (plus de 20 h/jour avec humidité relative > 80 % en hiver), vents forts fréquents.
Pour la période 1971-2000, la température annuelle moyenne est de 10,4 °C, avec une amplitude thermique annuelle de 12,6 °C. Le cumul annuel moyen de précipitations est de 849 mm, avec 12,3 jours de précipitations en janvier et 8,2 jours en juillet. Pour la période 1991-2020, la température moyenne annuelle observée sur la station météorologique la plus proche, située sur la commune du Touquet-Paris-Plage à 21 km à vol d'oiseau, est de 11,2 °C et le cumul annuel moyen de précipitations est de 888,8 mm,. Pour l'avenir, les paramètres climatiques de la commune estimés pour 2050 selon différents scénarios d'émission de gaz à effet de serre sont consultables sur un site dédié publié par Météo-France en novembre 2022.

### Paysages
Pour un article plus général, voir Paysage en France.
La commune s'inscrit dans l'ouest du « paysage du val d’Authie » tel que défini dans l’atlas des paysages de la région Nord-Pas-de-Calais, conçu par la direction régionale de l'Environnement, de l'Aménagement et du Logement (DREAL),.
Ce paysage, qui concerne 83 communes, se délimite : au sud, dans le département de la  Somme par le « paysage de l’Authie et du Ponthieu, dépendant de l’atlas des paysages de la Picardie et au nord et à l’est par les paysages du Montreuillois, du Ternois et les paysages des plateaux cambrésiens et artésiens. Le caractère frontalier de la vallée de l’Authie, aujourd’hui entre le Pas-de-Calais et la Somme, remonte au Moyen Âge où elle séparait le royaume de France du royaume d’Espagne, au nord.
Son coteau Nord est net et escarpé alors que le coteau Sud offre des pentes plus douces. À l’Ouest, le fleuve s’ouvre sur la baie d'Authie, typique de l’estuaire picard, et se jette dans la Manche. Avec son vaste estuaire et les paysages des bas-champs, la baie d’Authie contraste avec les paysages plus verdoyants en amont.
L’Authie, entaille profonde du plateau artésien, a créé des entités écopaysagères prononcées avec un plateau calcaire dont l’altitude varie de 100  à   163 m qui s’étend de chaque côté du fleuve. L’altitude du plateau décline depuis le pays de Doullens, à l'est (point culminant à 163 m), vers les bas-champs picards, à l'ouest (moins de 40 m). Le fond de la vallée de l’Authie, quant à lui, est recouvert d’alluvions et de tourbes. L’Authie est un fleuve côtier classé comme cours d'eau de première catégorie où le peuplement piscicole dominant est constitué de salmonidés. L’occupation des sols des paysages de la Vallée de l’Authie est composée pour 70 % en culture.

### Milieux naturels et biodiversité

#### Espaces protégés et gérés
La protection réglementaire est le mode d’intervention le plus fort pour préserver des espaces naturels remarquables et leur biodiversité associée.
Dans ce cadre, la commune fait partie de deux espaces protégés : 
- la baie de Somme, domaine continental et marin, zone humide protégée par la convention de Ramsar, d’une superficie de 19 109 ha réparties sur 33 communes, dont 5 dans le département du Pas-de-Calais et 28 dans le département de la Somme[14] ;
- le marais du Warnier d’une superficie de 8,212 ha. Terrain géré (location, convention de gestion) par le Conservatoire d'espaces naturels des Hauts-de-France[15].

#### Zones naturelles d'intérêt écologique, faunistique et floristique
L’inventaire des zones naturelles d'intérêt écologique, faunistique et floristique (ZNIEFF) a pour objectif de réaliser une couverture des zones les plus intéressantes sur le plan écologique, essentiellement dans la perspective d’améliorer la connaissance du patrimoine naturel national et de fournir aux différents décideurs un outil d’aide à la prise en compte de l’environnement dans l’aménagement du territoire.
Le territoire communal comprend trois ZNIEFF de type 1 : 
- le marais communal de Nempont-Saint-Firmin, d’une superficie de 53 ha et d'une altitude variant de 4  à   5 mètres. C'est un des plus remarquables sites tourbeux de la région Nord-Pas-de-Calais[16] ;
- le marais du Warnier, d’une superficie de 9 ha et d'une altitude variant de 4  à   8 mètres[17] ;
- le marais de Tigny-Noyelle, d’une superficie de 153 ha et d'une altitude variant de 3  à   6 mètres[18].

et une ZNIEFF de type 2 : la basse Vallée de l’Authie et ses versants entre Douriez et l’estuaire. Cette ZNIEFF forme une longue dépression au fond tourbeux  et offre plus de 4 000 ha de marais, de prairies humides et d'étangs.

Carte des ZNIEFF de type 1 et 2 sur la commune
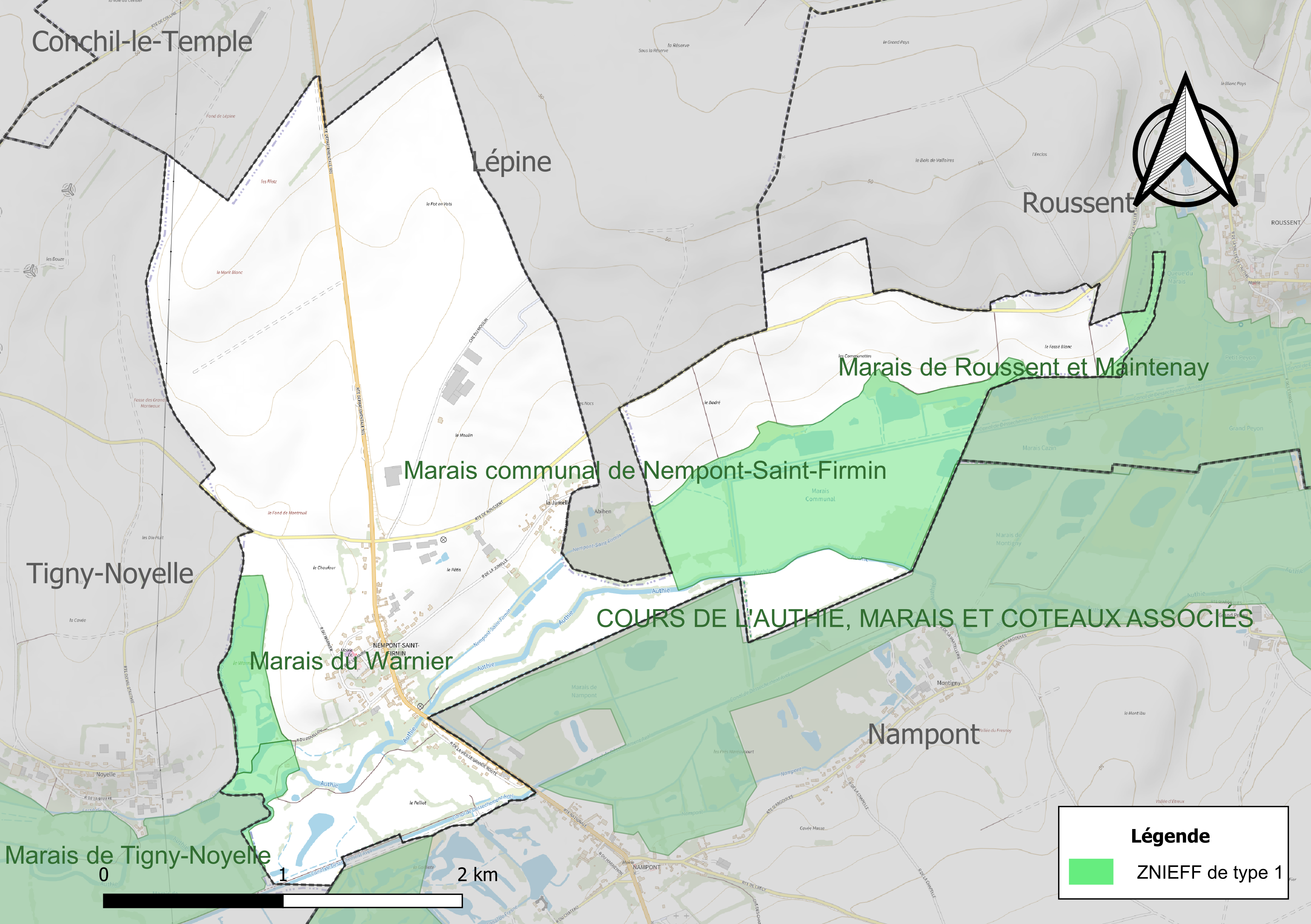
Carte des ZNIEFF de type 1 sur la commune.
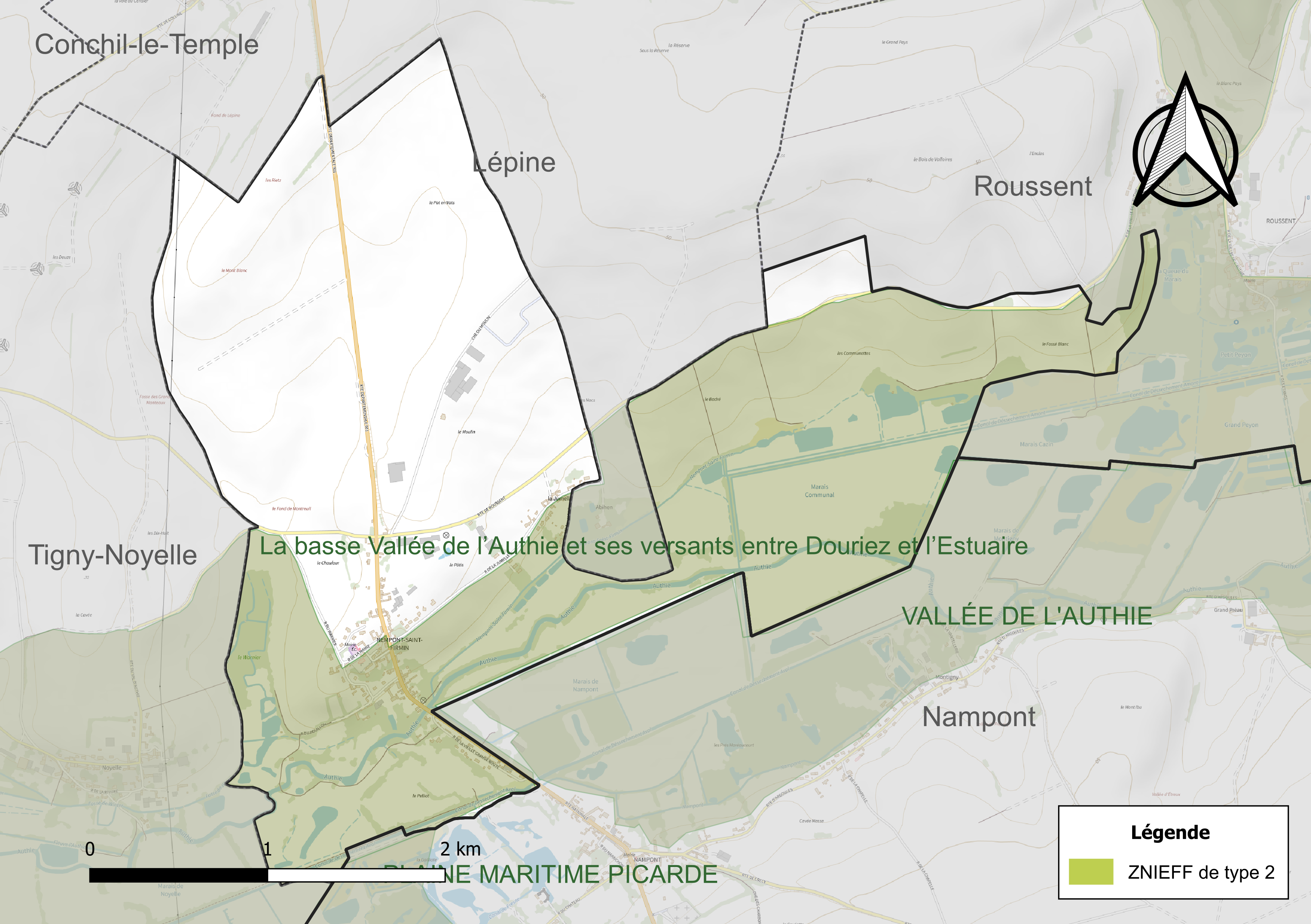
Carte de la ZNIEFF de type 2 sur la commune.

#### Site Natura 2000
Le réseau Natura 2000 est un réseau écologique européen de sites naturels d’intérêt écologique élaboré à partir des directives « habitats » et « oiseaux ». Ce réseau est constitué de zones spéciales de conservation (ZSC) et de zones de protection spéciale (ZPS). Dans les zones de ce réseau, les États membres s'engagent à maintenir dans un état de conservation favorable les types d'habitats et d'espèces concernés, par le biais de mesures réglementaires, administratives ou contractuelles.
Sur la commune, un site Natura 2000 de type B est défini en site d'importance communautaire (SIC) : les prairies et marais tourbeux de la basse vallée de l'Authie, d'une superficie de 307 ha.

#### Espèces faunistiques et floristiques
L’Inventaire national du patrimoine naturel (INPN) recense plusieurs espèces faunistiques et floristiques sur le territoire de la commune dont certaines sont protégées et d’autres menacées et quasi-menacées.

## Urbanisme

### Typologie
Au 1er janvier 2024, Nempont-Saint-Firmin est catégorisée commune rurale à habitat dispersé, selon la nouvelle grille communale de densité à sept niveaux définie par l'Insee en 2022.
Elle est située hors unité urbaine. Par ailleurs la commune fait partie de l'aire d'attraction de Berck, dont elle est une commune de la couronne,. Cette aire, qui regroupe 19 communes, est catégorisée dans les aires de moins de 50 000 habitants,.

### Occupation des sols
L'occupation des sols de la commune, telle qu'elle ressort de la base de données européenne d’occupation biophysique des sols Corine Land Cover (CLC), est marquée par l'importance des territoires agricoles (69,1 % en 2018), en diminution par rapport à 1990 (77,1 %). La répartition détaillée en 2018 est la suivante : 
terres arables (67,8 %), zones humides intérieures (19,5 %), espaces verts artificialisés, non agricoles (6,9 %), zones urbanisées (4,4 %), zones agricoles hétérogènes (1,2 %), prairies (0,1 %). L'évolution de l’occupation des sols de la commune et de ses infrastructures peut être observée sur les différentes représentations cartographiques du territoire : la carte de Cassini (XVIIIe siècle), la carte d'état-major (1820-1866) et les cartes ou photos aériennes de l'IGN pour la période actuelle (1950 à aujourd'hui).

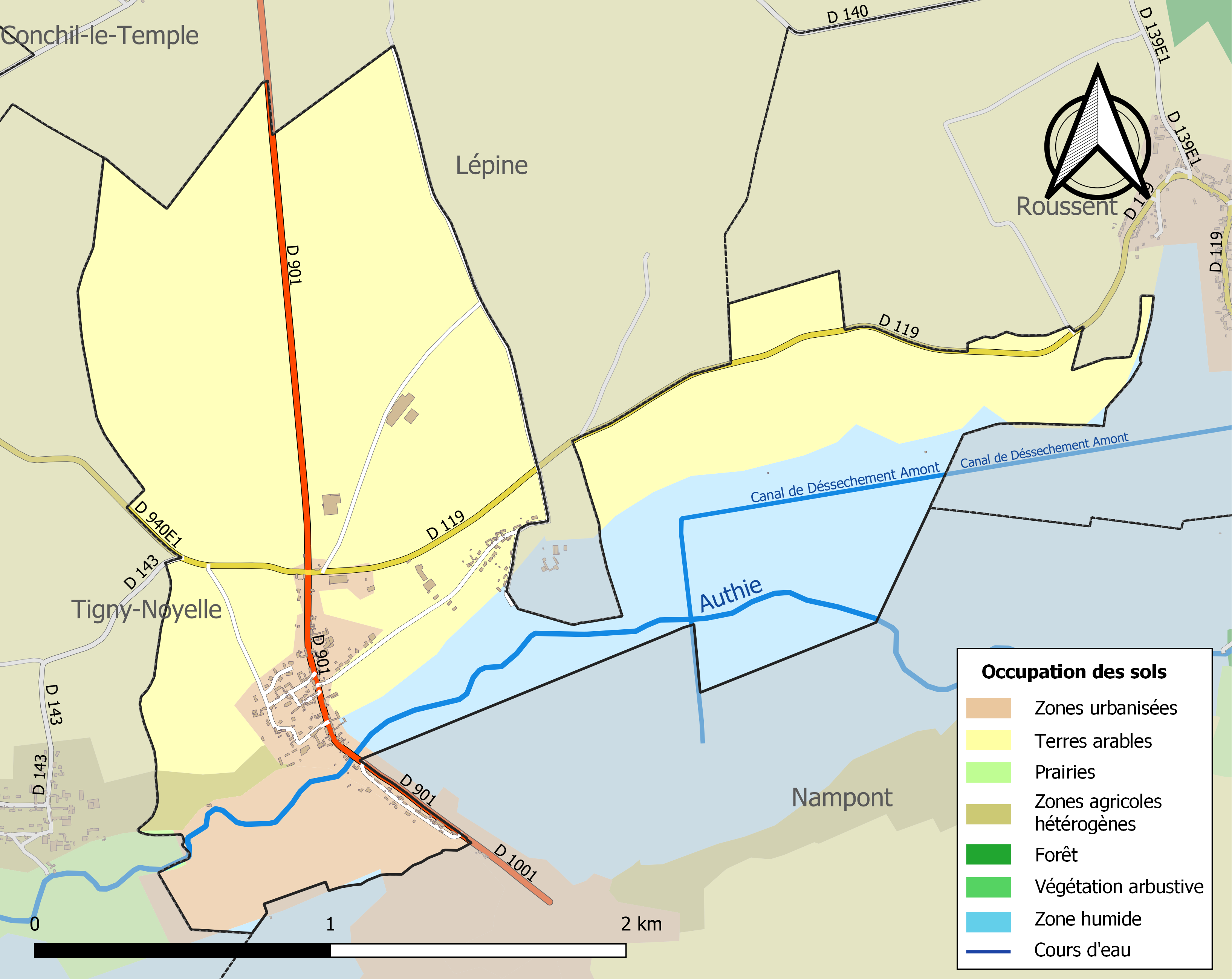
Carte des infrastructures et de l'occupation des sols de la commune en 2018 (CLC).

## Toponymie
Le nom de la localité est attesté sous les formes Mittispons en 858 ; Nantispons au IXe siècle ; Nempons en 1095 ; Nempotei en 1127 ; Nuempont vers 1142 ; Nenpunt en 1167 ; Nemponth en 1169 ; Nenpont en 1198 ; Nempont versus Monsterolum en 1250 ; Nempont en 1256 ; Nenpont devers Monstruel en 1260 ; Nampont-Saint-Fremin en 1301 ; Nempont Saint-Firmin en 1789 ; Nempont-la-Fraternité en 1793 ; Nampont et Nempont-Saint-Firmin depuis 1801.
Le nom de la commune est issu du gaulois nemeton « sanctuaire » et du romain pontem « pont ».
L'hagiotoponyme Saint-Firmin fait allusion à Firmin d'Amiens.

## Histoire
Le village serait né près d'un oratoire fondé en 346 par saint Firmin, évangélisateur de la Picardie et premier évêque d'Amiens. Le gué permettant de franchir l'Authie  a initié la formation des deux villages de chaque côté du fleuve. Dès le XIIe siècle, les deux localités constituent deux paroisses différentes.
En 1141, il est trouvé trace de Hugues de Nempont, chevalier, de son fils Jean et de son petit-fils, Gauthier.
Robert de Nempont meurt à la 8e croisade, au XIIe siècle.

### Temps modernes
Georges de Monchy-Montcavrel est seigneur au XVIIe siècle.
Antoine de Pas, marquis de Feuquières, devient seigneur du lieu par mariage et revend le village à Philippe Becquin, seigneur de Beauvillers, en  juillet 1712.
En 1917, H. Bellamy, soldat britannique, périt noyé emporté par le courant de l'Authie. il repose dans le cimetière.

## Politique et administration

### Découpage territorial
La commune se trouve dans l'arrondissement de Montreuil du département du Pas-de-Calais.

#### Commune et intercommunalités
La commune a fait partie, de 2001 à 2016, de la communauté de communes du Montreuillois et, depuis le 1er janvier 2017, elle fait partie de la communauté d'agglomération des Deux Baies en Montreuillois (CA2BM) dont le siège est basé à Montreuil-sur-Mer. Cette communauté d'agglomération regroupe 46 communes et compte 65 760 habitants.

#### Circonscriptions administratives
La commune faisait partie du canton de Waben (1793), depuis la loi du 22 décembre 1789 reprise par la constitution de 1791, qui divise le royaume (la République en septembre 1792), en communes, cantons, districts et départements, puis du canton de Montreuil (1801).
Dans le cadre du redécoupage cantonal de 2014 en France, elle est maintenant rattachée au canton de Berck qui passe de 10 à 31 communes.

#### Circonscriptions électorales
Pour l'élection des députés, la commune fait partie, depuis 1986, de la quatrième circonscription du Pas-de-Calais.

### Élections municipales et communautaires

#### Liste des maires
| Période                                  | Période                    | Identité          | Étiquette | Qualité                                                                             |
| ---------------------------------------- | -------------------------- | ----------------- | --------- | ----------------------------------------------------------------------------------- |
| Les données manquantes sont à compléter. |                            |                   |           |                                                                                     |
| mars 2001                                | 2008                       | Hubert Vilain     | DVD       |                                                                                     |
| mars 2008                                | mai 2020                   | Christine Lautrou |           | Conseillère en gestion administrative et formation Réélue pour le mandat 2014-2020, |
| mai 2020                                 | En cours (au 31 mars 2022) | Thierry Poillet   |           | Retraité de la gendarmerie,                                                         |

## Équipements et services publics

### Enseignement

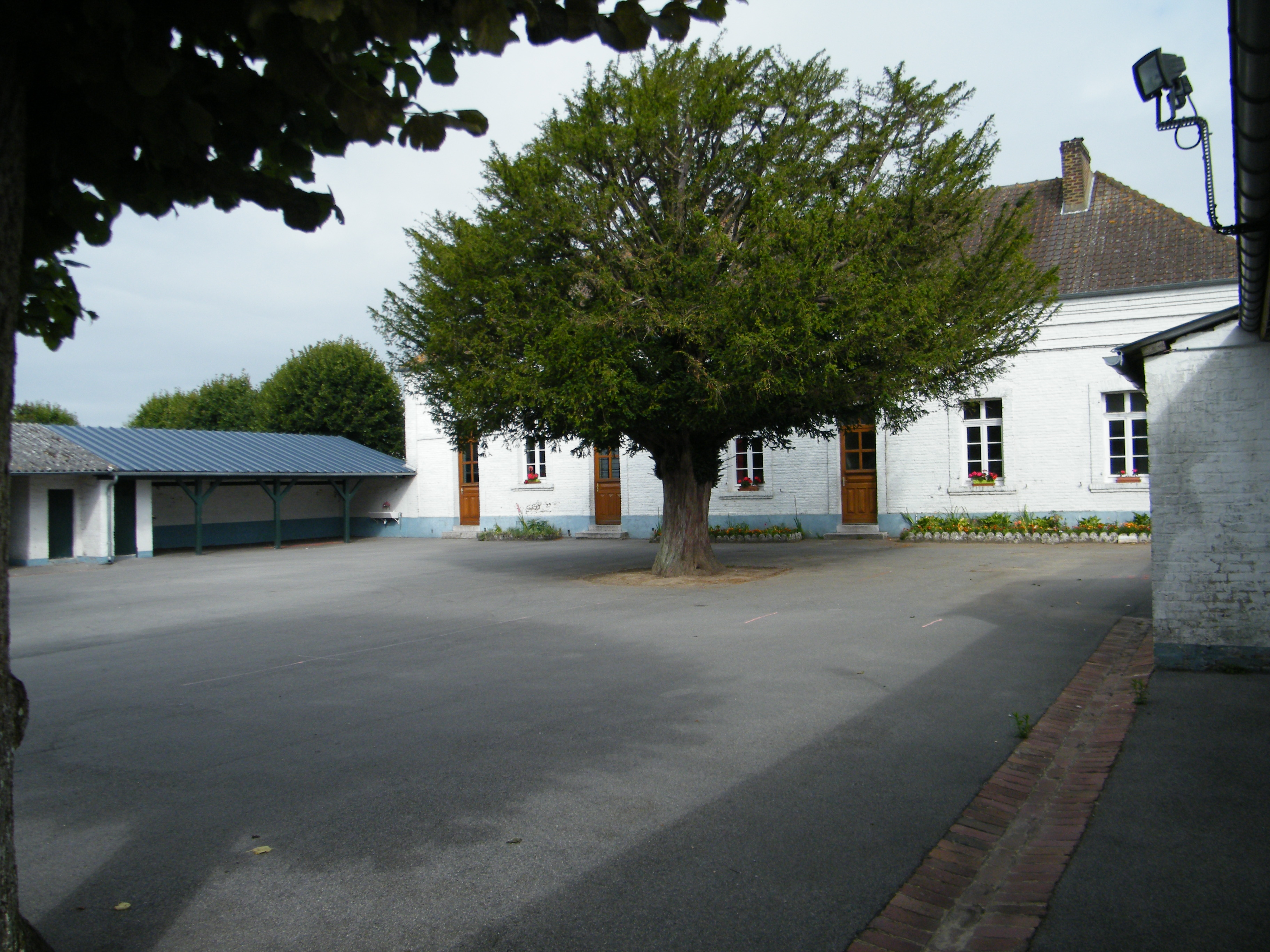
École primaire.

La commune est située dans l'académie de Lille et dépend, pour les vacances scolaires, de la zone B.
Elle administre une école élémentaire. Les communes de Boisjean, Nempont-Saint-Firmin, Lépine et Roussent se sont associées au sein d'un regroupement pédagogique intercommunal (RPI 140).

## Population et société

### Démographie
Les habitants de la commune sont appelés les Nempontois.

#### Évolution démographique
L'évolution du nombre d'habitants est connue à travers les recensements de la population effectués dans la commune depuis 1793. Pour les communes de moins de 10 000 habitants, une enquête de recensement portant sur toute la population est réalisée tous les cinq ans, les populations de référence des années intermédiaires étant quant à elles estimées par interpolation ou extrapolation. Pour la commune, le premier recensement exhaustif entrant dans le cadre du nouveau dispositif a été réalisé en 2006.

En 2022, la commune comptait 200 habitants, en évolution de +3,63 % par rapport à 2016 (Pas-de-Calais : −0,72 %, France hors Mayotte : +2,11 %).
| 1793 | 1800 | 1806 | 1821 | 1831 | 1836 | 1841 | 1846 | 1851 |
| ---- | ---- | ---- | ---- | ---- | ---- | ---- | ---- | ---- |
| 207  | 244  | 270  | 282  | 377  | 398  | 437  | 420  | 398  |

| 1856 | 1861 | 1866 | 1872 | 1876 | 1881 | 1886 | 1891 | 1896 |
| ---- | ---- | ---- | ---- | ---- | ---- | ---- | ---- | ---- |
| 409  | 442  | 426  | 409  | 398  | 379  | 404  | 367  | 372  |

| 1901 | 1906 | 1911 | 1921 | 1926 | 1931 | 1936 | 1946 | 1954 |
| ---- | ---- | ---- | ---- | ---- | ---- | ---- | ---- | ---- |
| 351  | 372  | 284  | 273  | 240  | 216  | 237  | 250  | 210  |

| 1962 | 1968 | 1975 | 1982 | 1990 | 1999 | 2006 | 2011 | 2016 |
| ---- | ---- | ---- | ---- | ---- | ---- | ---- | ---- | ---- |
| 171  | 156  | 158  | 163  | 160  | 166  | 196  | 171  | 193  |

| 2021 | 2022 | - | - | - | - | - | - | - |
| ---- | ---- | - | - | - | - | - | - | - |
| 201  | 200  | - | - | - | - | - | - | - |

#### Pyramide des âges
En 2018, le taux de personnes d'un âge inférieur à 30 ans s'élève à 32,6 %, soit en dessous de la moyenne départementale (36,7 %). De même, le taux de personnes d'âge supérieur à 60 ans est de 24,8 % la même année, alors qu'il est de 24,9 % au niveau départemental.
En 2018, la commune comptait 107 hommes pour 93 femmes, soit un taux de 53,50 % d'hommes, largement supérieur au taux départemental (48,50 %).
Les pyramides des âges de la commune et du département s'établissent comme suit.
| Hommes | Classe d’âge | Femmes |
| ------ | ------------ | ------ |
| 0,0    | 90 ou +      | 2,2    |
| 4,9    | 75-89 ans    | 13,3   |
| 14,6   | 60-74 ans    | 15,6   |
| 17,5   | 45-59 ans    | 17,8   |
| 25,2   | 30-44 ans    | 24,4   |
| 20,4   | 15-29 ans    | 15,6   |
| 17,5   | 0-14 ans     | 11,1   |

| Hommes | Classe d’âge | Femmes |
| ------ | ------------ | ------ |
| 0,5    | 90 ou +      | 1,6    |
| 5,6    | 75-89 ans    | 8,9    |
| 16,7   | 60-74 ans    | 18,1   |
| 20,2   | 45-59 ans    | 19,2   |
| 18,9   | 30-44 ans    | 18,1   |
| 18,2   | 15-29 ans    | 16,2   |
| 19,9   | 0-14 ans     | 17,9   |

## Culture locale et patrimoine

### Lieux et monuments
- L'église Saint-Firmin. Elle remplace en 1860 un édifice devenu vétuste. En 1862, la consécration a lieu en présence du chanoine Occis, curé-doyen de Montreuil et de l'abbé Courtin, desservant de la paroisse. L'architecte et le constructeur en ont été respectivement les dénommés Leclercq et Flasque de Montreuil-sur-Mer. 
  - L'ancienne cloche de 1717, Marie-Marguerite, offerte par la famille Becquin, classée au titre d'objet aux monuments historiques depuis le 20 septembre 1943[47], est toujours dans le clocher[30].
  - La statue de Saint Eloi est inscrite au titre d'objet aux monuments historiques depuis le 3 juillet 1975[48].
  - Les fonts baptismaux sont inscrits au titre d'objet aux monuments historiques depuis le 5 mai 1988[49].
- Une chapelle a été dressée face à l'entrée de l'église.
- Le monument aux morts, surmonté d'une croix latine[50].

Patrimoine religieux
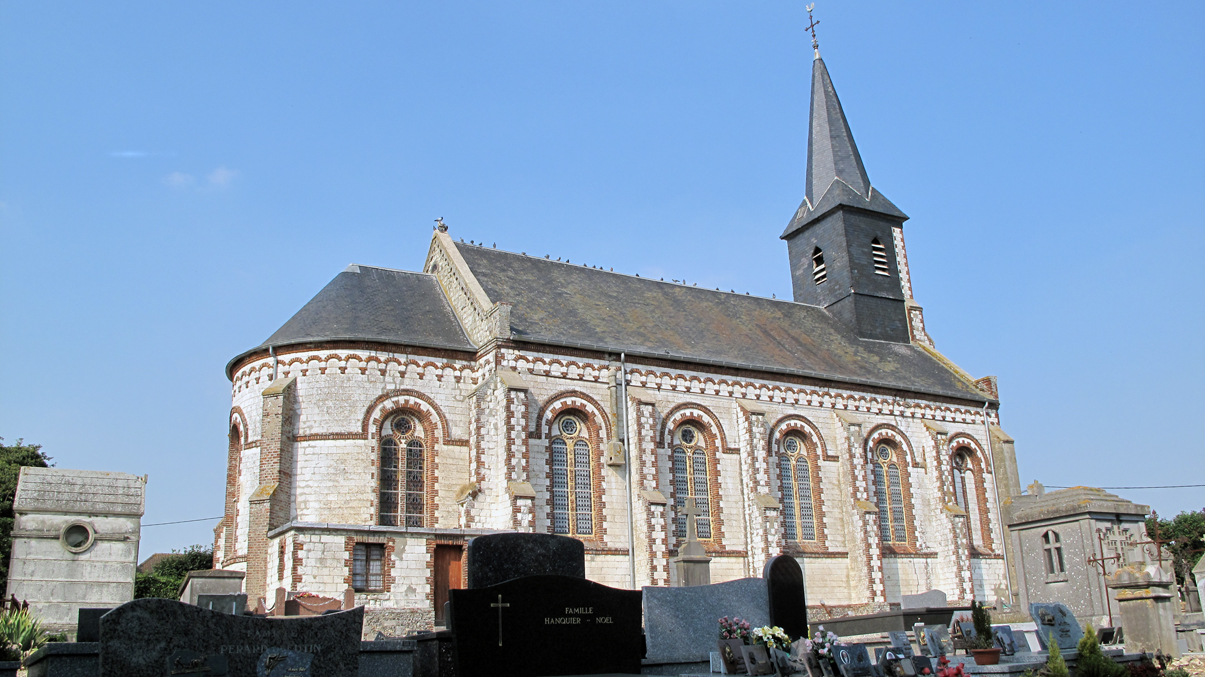
L'église Saint-Firmin.
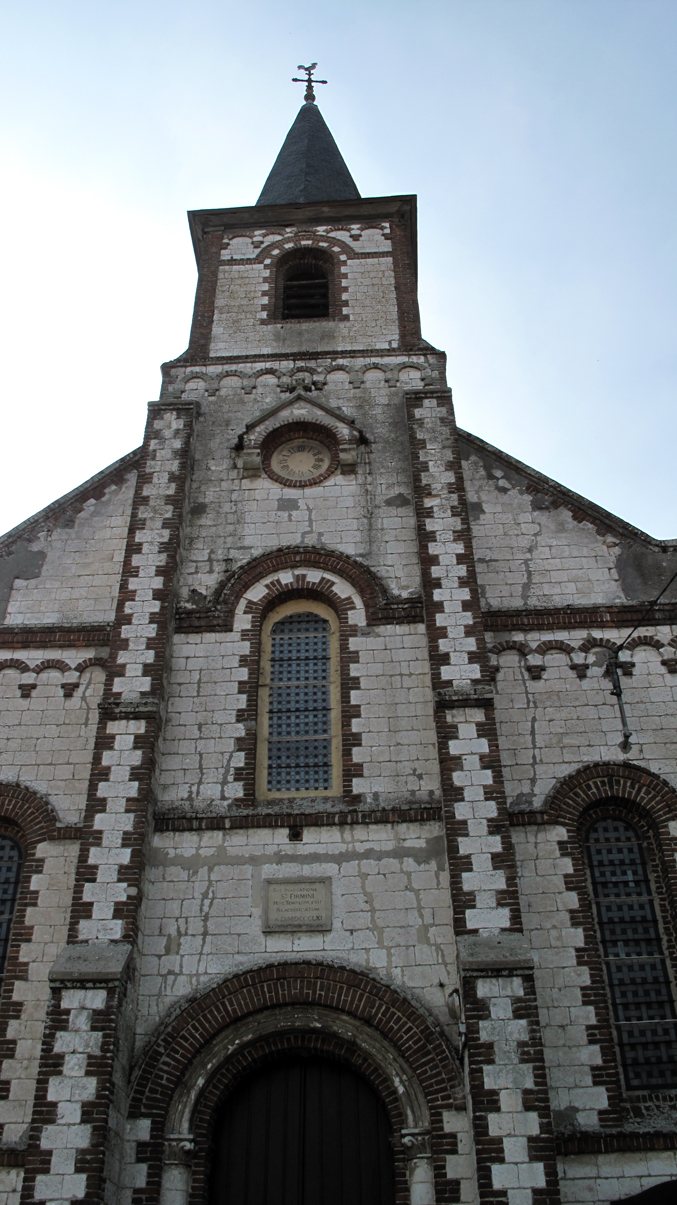
Le clocher de l'église Saint-Firmin.
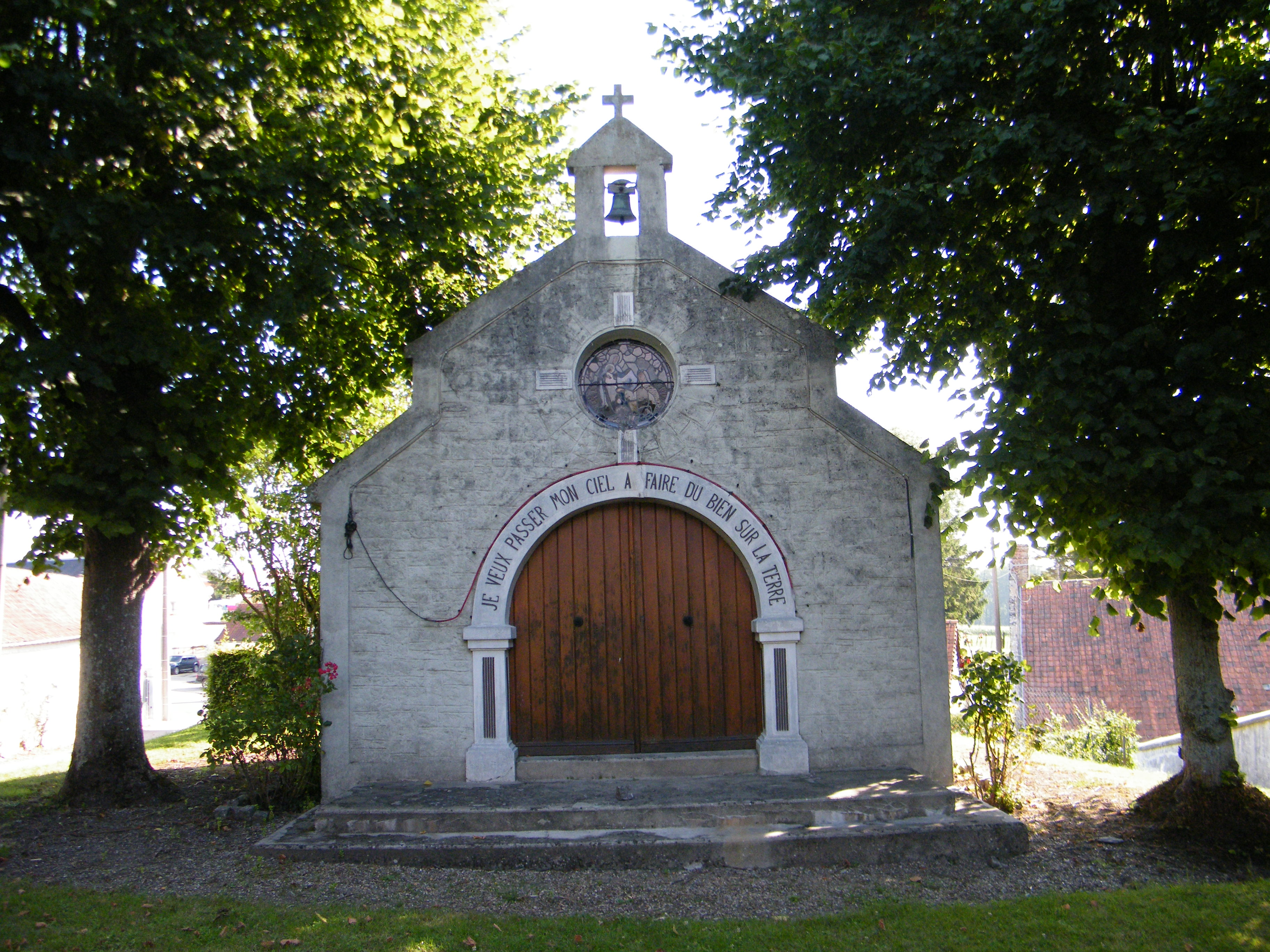
La chapelle face à l'entrée de l'église.
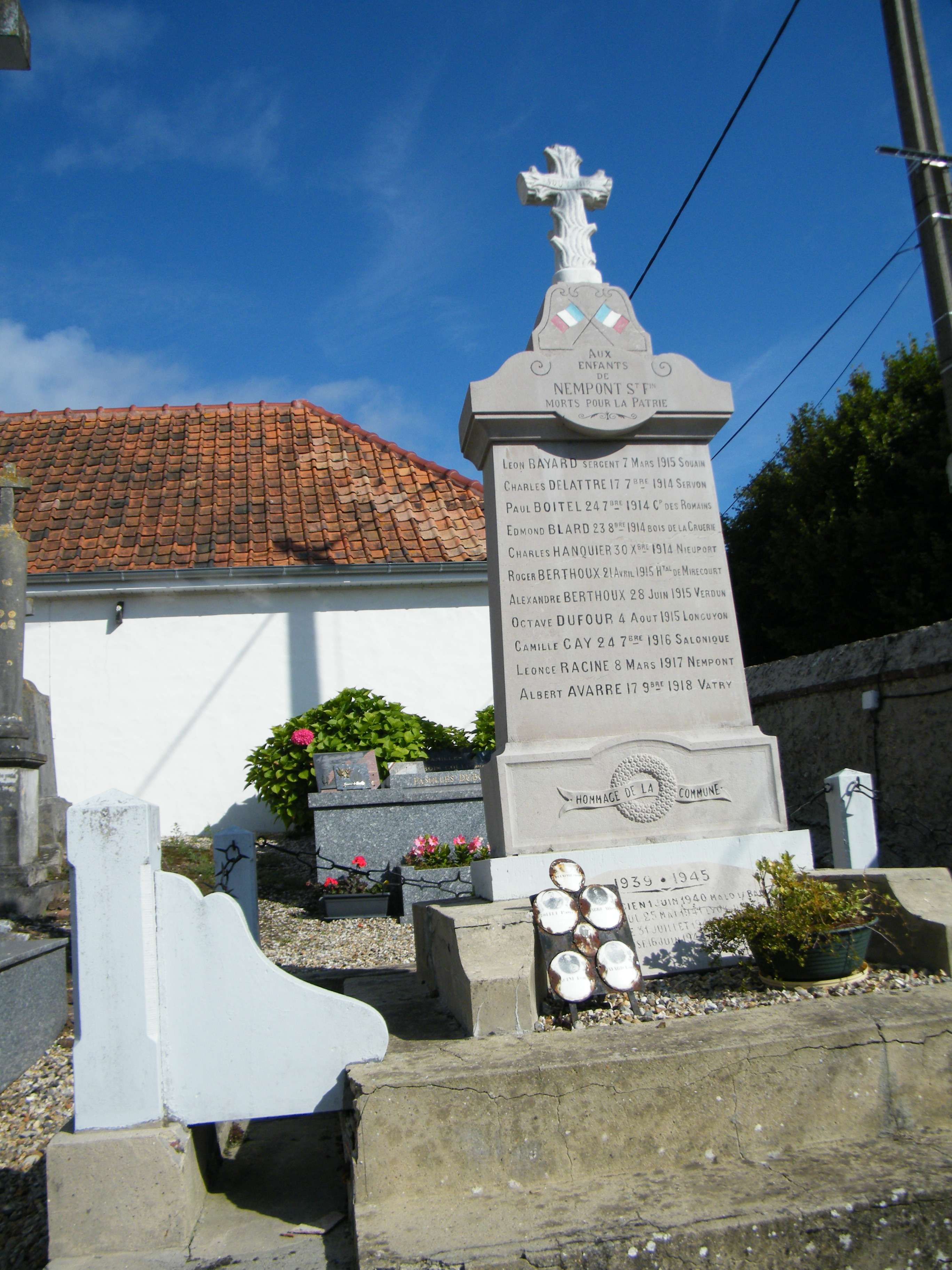
Le monument aux morts.

### Héraldique
| Blason de Nempont-Saint-Firmin | Blason  | D'azur à la tête d'aigle arrachée d'or tenant en son bec un hameçon d'argent ; à la champagne du même. |
| Blason de Nempont-Saint-Firmin | Détails | Inspiré des armes parlantes de la famille Becquin, qui fut seigneur du lieu au XVIIIe siècle, et qui portait : « d’azur à la tête d’aigle arrachée d’or, languée d’argent ; à la champagne du même ». La langue est devenue un hameçon, ou hain, donnant ainsi « bec-hain ». Adopté par la municipalité. |

## Pour approfondir

#### Bases de données, dictionnaires et encyclopédies
- Ressources relatives à la géographie :   - Insee (communes)
  - Ldh/EHESS/Cassini
- Ressource relative à plusieurs domaines :   - Annuaire du service public français
- Notices d'autorité :   - VIAF
  - BnF (données)